# 斯特拉爾賈市鎮
42°36′00″N 26°40′59″E / 42.6°N 26.683°E

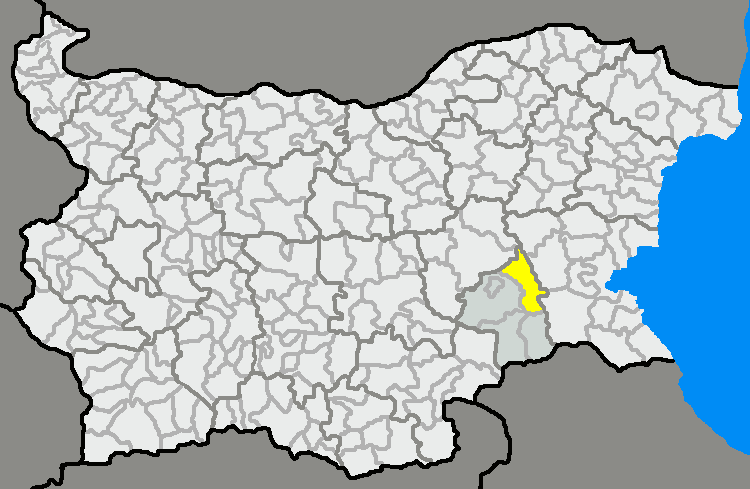

斯特拉爾賈市，是保加利亞的城鎮，位於該國東南部，由揚博爾州負責管轄，首府設於斯特拉爾賈，面積676.29平方公里，2011年人口12,781，人口密度每平方公里18.9人。